# RD-250

Vistas lateral e inferior do motor RD-250

O RD-250 (ou 8D518) é a versão básica de uma família de motores de foguete de combustível líquido com dois bocais, queimando  N2O4 e UDMH, em um ciclo de combustão em estágios. O RD-250 foi desenvolvido pelo OKB-456 para o ICBM R-36 (míssil) (8K67) de Yangel produzido pela PA Yuzhmash. Suas variantes, foram usadas também nos veículos lançadores Tsyklon-2 e Tsyklon-3. Ele deveria ser usado no Tsyklon-4, mas desde o cancelamento do projeto, ele foi considerado fora de linha.
O RD-250 gera um empuxo de 882 kN, isp de 270 s, pressão na câmara de 8,33 MPa com 2,6 m de comprimento e 1 m de diâmetro, pesa 728 kg.

## Versões
- RD-250 (ou 8D518): Versão base de família. Usado no R-36. Um conjunto de três RD-250 formam o módulo RD-251.
- RD-250P (ou 8D518P): Versão melhorada usada no R-36P. Um conjunto de três RD-250P formam o módulo RD-251P.
- RD-250M (ou 8D518M): Versão melhorada do RD-250P. Usado no R-36-O. Um conjunto de três RD-250M formam o módulo RD-251M.
- RD-250PM (ou 8D518PM): Versão melhorada do RD-250M. Usado no Tsyklon-3. Um conjunto de três RD-250PM formam o módulo RD-261.
- RD-252 (ou 8D724): Versão otimizada para o vácuo do RD-250. Usado no R-36 e no segundo estágio do Tsyklon-2.[6]
- RD-262 (ou 11D26): Versão melhorada do RD-252. Usado no segundo estágio do Tsyklon-3.[7]

## Módulos
- RD-251 (ou 8D723): Um módulo composto por três RD-250. Módulo propulsor do primeiro estágio do R-36 (8K67).[5]
- RD-251P (ou 8D723P): Um módulo composto por três RD-250P. Módulo propulsor do primeiro estágio do R-36P (8K68).
- RD-251M (ou 8D723M): Um módulo composto por três RD-250M. Módulo propulsor do primeiro estágio do R-36-O (8K69) e do Tsyklon-2.
- RD-261 (ou 11D69): Um módulo composto por três RD-250PM. Módulo propulsor do primeiro estágio do Tsyklon-3.[8]